# Neptungrotte
|  | Denne artikel handler om Neptungrotte i Potsdam. For grotten på Sardinien, se Neptuns Grotte. |
Neptungrotte er en bygning i parkanlægget Sanssouci i Potsdam i den tyske delstat Brandenburg. Den blev opført i områdets østlige side i forbindelse med planlægningen af talrige springvand. På ordre fra kong Frederik den Store udarbejdede Georg Wenzeslaus von Knobelsdorff et udkast til bygningen, som kom til udførelse i årenen fra 1751 til 1757. Arbejdet med grotten og dens udsmykning med skulpturer blev i 1754 overdraget til billedhuggeren Johann Peter Benkert.
Dette stykke havearkitektur er i barokstil og opført i hvid og rosafarvet marmor fra Schlesien. Det fik statuer af Neptun, den romerske havgud, to najader og to tritoner som kronen på værket. Benckert færdiggjorde i 1760 marmorskulpturen af Neptun, formentlig efter en model af billedhuggeren Georg Franz Ebenhech, der oprindeligt havde fået opgaven at udføre den, men som blev forhindret i det af helbredsmæssige grunde. På begge sider af grotten blev der anbragt muslingeskaller oven over hinanden, hvor vandet fra floden Havel skulle løbe ned fra den ene til den anden. På grund af manglende teknisk formåen kom forsøget herpå imidlertid ikke til at fungere og lykkedes først knapt hundrede år senere under Fredeik Vilhelm 4., efter at der var opført et pumpehus med en dampmaskine, som ved hjælp af dampkraft kunne pumpe vandet op.
Selve rummet i grotten udsmykkede Benckert med geoder af bjergkrystal er fra Harzen og Schlesien og med koraller og muslingeskaller fra Holland. Denne udsmykning blev i perioden 1840 til 1842 ved en restaurering udskiftet med påmalede muligeskaller og festoner af porcelænsblomster, og indgangen blev lukket med et jerngitter. En Medici-Venus fra rummet og to tritoner, som stod ved siden af grotten, findes ikke længere. Venusstatuen blev omkring 1850 ved fornyede restaureringsarbejder udskiftet med gruppen Der erfindungsreiche Jubal lehrt die Kinder Flöten schnitzen, fra værkstedet tilhørende billedhuggeren og terrakottafabrikanten Wilhelm Koch (1815–1889). I stedet for en forgyldt Venus, som bevisligt stod i grotten fra 1907 til efter 1945, står der nu en af de engang fire store marmormuslingeskaller fra den marmorkolonnade, som efter von Knobelsdorffs skitser var opført og stod i parkanlæggets "dyrehave" fra 1751 til 1762. Kolonnaden hørte som det øvrige til det vandfalds"program", som det var almindeligt at anlægge i "frederikstiden" i Preussen, men den var allerede forfaldet i 1797.